# Інститут ядерних досліджень НАН України
Інститут ядерних досліджень НАН України — дослідницька установа, створена в 1970 році, як Інститут ядерних досліджень АН Української РСР на базі відділення ядерної фізики Інституту фізики АН Української РСР.
Складається з 17 наукових та науково-технічних відділів.
В інституті проводяться фундаментальні та прикладні дослідження в галузі ядерної фізики низьких та середніх енергій, ядерної енергетики та ядерних технологій, фізики твердого тіла, фізики плазми, радіоекології .

## База
Експериментальну базу інституту становлять унікальні для України ядерно-фізичні установки: дослідницький ядерний реактор ВВР-М (введений в дію 12 лютого 1960 року) р.; був першим ядерним реактором на території Української РСР), «гарячі камери» для роботи з радіоактивними матеріалами високої активності, циклотрони У-240 та У-120, тандем-генератор (електронний прискорювач) ЄДП-10К.

## Основні напрями діяльності
Основні напрямки фундаментальних та прикладних робіт ІЯД охоплюють ядерну фізику, атомну енергетику, фізику твердого тіла та радіаційну фізику, фізику плазми, радіоекологію та радіобіологію. Програма досліджень інституту проводиться у 17 наукових та науково-технічних відділах, у яких працює близько 460 працівників, у тому числі 290 науковців, серед яких чотири члени-кореспонденти НАН України, 36 докторів та 100 кандидатів наук.
Після аварії на Чорнобильській АЕС співробітники ІЯД були серед перших, хто взяв активну участь у боротьбі з її наслідками. Ними було встановлено рівень радіоактивного забруднення довкілля у різних регіонах України. Вони розробили та виготовили численні пристрої та установки з контролю за міграцією радіонуклідів у навколишньому середовищі та контролю стану паливовмісних мас об'єкта «Укриття», що значною мірою сприяло пом'якшенню наслідків Чорнобильської катастрофи.
В ІЯД виконуються поточні регламентні роботи з визначення ресурсу конструкційних матеріалів діючих енергетичних реакторів за замовленнями АЕС України; проводяться дослідження з виявлення впливу радіаційних навантажень на фізичні властивості конструкційних матеріалів ядерних реакторів, завдяки чому Україна позбулася залежності від російських проєктних інститутів у процедурах продовження ресурсу діючих атомних енергоблоків з реакторами типу ВВЕР.
Інститут видає журнал "Ядерна фізика та енергетика".

## Науковці
- Азаров Сергій Іванович — завідувач відділу радіаційної та загальної безпеки (1992—2016).
- Войтер Анатолій Петрович — завідувач відділу ядерної електроніки та засобів автоматизації (1996—2016), завідувач лабораторії ядерної електроніки та інформаційних технологій (з 2016), заступник директора з наукової роботи (з 2011).
- Гомоннай Олександр Васильович — завідувач сектору відділу наукового приладобудування та радіаційних випробовувань матеріалів і конструкцій Спеціального конструкторсько-технологічного бюро з експериментальним виробництвом (1984—1992)
- Даневич Федір Анатолійович — завідувач відділу фізики лептонів (2005—2022), в.о. головного наукового співробітника (з 2022).
- Денисов Віталій Юрійович — завідувач відділу структури ядра (з 2023), академік НАН України.
- Здесенко Юрій Георгійович — завідувач відділу фізики лептонів (1986—2004).
- Карасьов Володимир Сергійович — завідувач відділу радіаційного матеріалознавства (1977—1993).
- Кобичев Владислав Валерійович — завідувач відділу фізики лептонів (з 2022).
- Пінчук Людмила Борисівна — провідна наукова співробітниця лабораторії радіаційно-гігієнічних оцінок (1987—2005).
- Понкратенко Олег Анатолійович — завідувач відділу фізики важких іонів (з 2016).
- Пугач Валерій Михайлович — завідувач відділу фізики високих енергій (з 2006).
- Струтинський Вілен Митрофанович —завідувач відділу теорії ядра (1970-1992)
- Сугаков Володимир Йосипович — завідувач відділу теоретичної фізики (1979—2023), головний науковий співробітник.
- Третяк Володимир Ілліч - провідний науковий співробітник відділу фізики лептонів (працює у відділі з 1982), відповідальний редактор журналу "Ядерна фізика та енергетика" (з 2015).

### Директори
- Пасічник Митрофан Васильович (1970—1972)
- Линьов Олександр Федорович (в. о.; 1972—1973)
- Німець Олег Федорович (1974—1983)
- Вишневський Іван Миколайович (1983—2015)
- Слісенко Василь Іванович (2015—т. ч.)